# La Caine
La Caine és un municipi francès situat al departament de Calvados i a la regió de Normandia. L'any 2007 tenia 97 habitants.

## Demografia

### Població
El 2007 la població de fet de La Caine era de 97 persones. Hi havia 38 famílies de les quals 8 eren unipersonals (8 dones vivint soles i 8 dones vivint soles), 17 parelles sense fills i 13 parelles amb fills.
La població ha evolucionat segons el següent gràfic:
Habitants censats

### Habitatges
El 2007 hi havia 40 habitatges, 35 eren l'habitatge principal de la família, 1 era una segona residència i 3 estaven desocupats. Tots els 40 habitatges eren cases. Dels 35 habitatges principals, 30 estaven ocupats pels seus propietaris, 4 estaven llogats i ocupats pels llogaters i 1 estava cedit a títol gratuït; 4 tenien dues cambres, 7 en tenien tres, 5 en tenien quatre i 19 en tenien cinc o més. 25 habitatges disposaven pel capbaix d'una plaça de pàrquing. A 15 habitatges hi havia un automòbil i a 19 n'hi havia dos o més.

### Piràmide de població
La piràmide de població per edats i sexe el 2009 era:
| Homes | Edats   | Dones |
| ----- | ------- | ----- |
| 0     | 95 o +  | 0     |
| 0     | 90 a 94 | 0     |
| 0     | 85 a 89 | 0     |
| 0     | 80 a 84 | 0     |
| 0     | 75 a 79 | 4     |
| 4     | 70 a 74 | 0     |
| 0     | 65 a 69 | 8     |
| 4     | 60 a 64 | 0     |
| 0     | 55 a 59 | 0     |
| 4     | 50 a 54 | 0     |
| 0     | 45 a 49 | 4     |
| 4     | 40 a 44 | 4     |
| 8     | 35 a 39 | 0     |
| 4     | 30 a 34 | 0     |
| 0     | 25 a 29 | 4     |
| 0     | 20 a 24 | 0     |
| 0     | 15 a 19 | 0     |
| 0     | 10 a 14 | 4     |
| 4     | 5 a 9   | 0     |
| 4     | 0 a 4   | 4     |

## Economia
El 2007 la població en edat de treballar era de 60 persones, 43 eren actives i 17 eren inactives. De les 43 persones actives 42 estaven ocupades (23 homes i 19 dones) i 1 aturada (1 home). De les 17 persones inactives 4 estaven jubilades, 6 estaven estudiant i 7 estaven classificades com a «altres inactius».
Activitats econòmiques
Els 3 establiments que hi havia el 2007 eren d'empreses de construcció.
Dels 3 establiments de servei als particulars que hi havia el 2009, 1 era un guixaire pintor i 2 electricistes.
L'any 2000 a La Caine hi havia 7 explotacions agrícoles.

## Poblacions més properes
El següent diagrama mostra les poblacions més properes.